# روسکی کرستور
روسکی کرستور (به صربی: Ruski Krstur) یک منطقهٔ مسکونی در صربستان است که در استان خودمختار وویوودینا واقع شده‌است. روسکی کرستور ۵٬۲۱۳ نفر جمعیت دارد.